# 许吉璇
许吉璇，清朝人，是一名清朝政治人物。
许吉璇曾于1750年接替常琬任金山县知县一职，1750年由常琬接任。